# Aso (simbolo)

Il simbolo dell'Aso

L'Aso rappresenta simbolicamente la figura tribale di un antico animale per metà cane e per metà drago.

## Descrizione
Il disegno è stato realizzato nell'isola del Borneo, facente parte dell'arcipelago della Malaysia (a sud-ovest delle Filippine, accanto all'Indonesia), dal popolo dei Daiacchi. Questo popolo era per lo più composto da indigeni situatisi lungo la zona del Borneo; la loro tradizione artistica vantava una diffusione paragonabile, per creatività e fantasia, all'arte polinesiana tanto da influenzare fortemente la già diffusa pratica del tatuaggio.
Il simbolo è stato pensato dai Daiacchi come forma di assoluta protezione dagli spiriti maligni, talmente osannato e rispettato dall'essere rappresentato, come forma di buona sorte, sulle culle dei bambini piccoli e sulle case. La sua struttura curvilinea, che potrebbe dare un senso di tranquillità e morbidezza, contrasta in maniera evidente con le estremità appuntite e lo sguardo aggressivo della figura mitologica, utili per mostrare la sua totale avversione alle forze maligne.
Il motivo è stato catalogato dall'antropologo Robert Heine.Geldern e classifica l'Aso come risalente al periodo Chou. Secondo la scuola diffusionista, sostenuta anche da John R. Swanton gli stilemi della raffigurazione testimoniano la forte attività di scambio tra le popolazioni dell'arcipelago,
L'Aso è un'immagine tribale piuttosto inflazionata per quanto riguarda la tradizione del tatuaggio, sviluppata all'interno di queste società indigene come senso di identità culturale e di orgogliosa ostentazione delle proprie qualità; una pratica diventata immensamente popolare a partire dagli anni novanta del XX secolo.